# Mystic Places of Dawn
Mystic Places of Dawn – pierwszy album studyjny greckiego zespołu death metalowego Septic Flesh wydany w kwietniu 1994 roku przez Holy Records. Autorem okładki wersji winylowej jest Boris Vallejo.
Mimo iż uważa się, że ktoś o pseudonimie Jim jest odpowiedzialny za perkusję na tym albumie w rzeczywistości perkusja została zaprogramowana.
W 2013 roku album został ponownie wydany przez Season of Mist ze zmienioną okładką i czterema dodatkowymi utworami z minialbumu Temple of the Lost Race.

## Lista utworów
1. „Mystic Places of Dawn” – 6:12
2. „Pale Beauty of the Past” – 5:56
3. „Return to Cathage” – 3:38
4. „Cresent Moon” – 8:24
5. „Chasing the Chimera” – 4:50
6. „The Underwater Garden” – 6:50
7. „Behind the Iron Mask” – 3:11
8. „(Morpheus) the Dreamlord” – 6:52
9. „Mythos” – 8:48

Utwory dodatkowe:
1. „Erebus” – 5:26
2. „Another Reality” – 4:41
3. „Temple of the Lost Race” – 7:24
4. „Setting of the Two Suns” – 4:07

## Twórcy
- Spiros A. – wokal, gitara basowa, grafika
- Sotiris V. – gitary, instrumenty klawiszowe, wokale, słowa
- Christos A. – gitara, instrumenty klawiszowe

Dodatkowi muzycy:
- Nick Adams – Perkusja